# オフィオライト
オフィオライト (英: ophiolite) とは、海洋地殻から上部マントルにかけての連続した層序がみられる岩体のこと。
沈み込み帯や大陸衝突境界などにおいて、海洋地殻などが大陸地殻に衝上し、地殻変動などによりその構造が地表に露出するようになったものである。マントル構成物質を直接採取できるものとして評価されている。

## 層序
オフィオライトの層序は上位から
- チャート（海底堆積物）
- 玄武岩（枕状溶岩）
- ダイアベイスのシート状岩脈（枕状溶岩の火道）
- 斑れい岩（マグマだまり起源）
- 超苦鉄質岩（マグマだまり起源）
- かんらん岩（上部マントル）

となっている。